# Railways Cup
Ne doit pas être confondu avec Railway Cup.

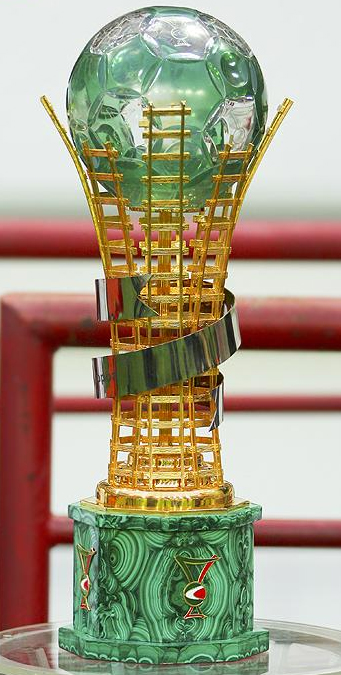
Trophée de la Railways Cup

La Railways Cup (en russe: Кубок РЖД) est un tournoi de football d'avant-saison organisé par le Lokomotiv Moscou, se déroulant au Stade Lokomotiv.

## Éditions de la Railways Cup
| Année | Finale        | Finale | Finale           | Match pour la troisième place | Match pour la troisième place | Match pour la troisième place |
| Année | Vainqueur     | Score  | Finaliste        | Troisième                     | Score                         | Quatrième                     |
| ----- | ------------- | ------ | ---------------- | ----------------------------- | ----------------------------- | ----------------------------- |
| 2007  | PSV Eindhoven | 2–1    | Real Madrid      | AC Milan                      | 3–3 (a.p.) (5–4) (t.a.b.)     | Lokomotiv Moscou              |
| 2008  | FC Séville    | 3–0    | Lokomotiv Moscou | Chelsea                       | 5–0                           | AC Milan                      |

- Abréviations:
  - a.p. — après prolongation
  - t.a.b. — tirs au but